# Cesáreo Gabaráin
Cesáreo Gabaráin Azurmendi (Hernani, 16 de mayo de 1936 - Anzuola, 30 de abril de 1991) fue un sacerdote y compositor español de canciones litúrgicas como «Pescador de hombres»  o «La muerte no es el final», esta última compuesta en homenaje a un joven organista de su parroquia y que posteriormente fue adoptada por las Fuerzas Armadas de España como himno a los caídos.
Sus canciones fueron traducidas a numerosos idiomas e incluidas en libros de cánticos de distintas denominaciones cristianas.
Desde, al menos, 1959 hay testimonios de abusos sexuales de Gabaráin a distintos jóvenes a su cargo. Las denuncias privadas ante las autoridades religiosas (que no lo denunciaron a las autoridades civiles) se conocieron tras la muerte del compositor. A raíz de esto, su música dejó de interpretarse en algunas diócesis.Sin embargo, la archidiócesis de Madrid, en una investigación judicial emprendida al efecto en 2021, no halló pruebas concluyentes al respecto, lo cual abre la posibilidad de que se trate de denuncias falsas al amparo del clima crítico contra la Iglesia Católica en materia de abusos.

## Biografía
Tras pasar su niñez en su localidad natal, con solo diez años ingresa en el seminario menor de Zaragoza, donde recibe los primeros estudios musicales. En 1952 pasa al seminario mayor de San Sebastián, donde es ordenado sacerdote el 19 de diciembre de 1959. Se encarga de la capellanía del Colegio de Hermanos Maristas de Anzuola.
En 1964 ocupa la capellanía de la residencia de mayores Zorroaga de la capital guipuzcoana, pasando en 1966 a la del Colegio Chamberí de Hermanos Maristas de Madrid, donde empieza a componer. Estuvo en la institución hasta 1978, cuando fue expulsado tras ser acusado de un supuesto abuso de menores. En 1980 es nombrado coadjutor de la parroquia de Nuestra Señora de las Nieves, en la misma ciudad, y responsable de formación religiosa en el Colegio San Fernando.
Como reconocimiento a su trabajo en la música religiosa, Juan Pablo II lo nombró capellán de Su Santidad el 21 de marzo de 1979. Consiguió también un Disco de Oro.
Enfermo de cáncer, murió a los 54 años en el Hospital Comarcal del Alto Deba de Mondragón, Anzuola, Guipúzcoa.

## Acusaciones de abuso sexual
En agosto de 2021, el diario El País recordó un episodio ocurrido en 1978, cuando fue acusado de un supuesto abuso de menores en su época de capellán en el Colegio Chamberí de Hermanos Maristas de Madrid. Eduardo Mendoza, uno de sus alumnos, relató que lo denunció ante su tutor, lo que logró que se abriera una investigación que concluyó con la expulsión de Gabaráin de la institución a finales del mismo año y su traslado al colegio de San Fernando de la misma ciudad unos meses después. Al testimonio de Mendoza, se sumaron otros de varios exalumnos de la misma institución como parte de un recuento de los casos de abusos sexuales en España por el medio anteriormente mencionado. A 30 de septiembre de 2021 se habían recabado testimonios de hasta 17 víctimas de abusos continuados sufridos al menos desde el año 1959 (en que Gabaráin ejercía de capellán en la escuela guipuzcoana de Anzuola). Ninguno de los obispos de las respectivas diócesis donde se habrían producido los hechos tomó medida disciplinaria alguna, ni denunció los hechos a las autoridades, lo que el diario El País considera un presunto encubrimiento.
La arquidiócesis de Los Ángeles en Estados Unidos ha sido la primera sede católica en prohibir el uso de sus canciones religiosas por considerar que sobre Gabaráin pesan «acusaciones creíbles de abuso de menores». La misma decisión fue tomada de forma cautelar por Oregon Catholic Press, dueña de los derechos de autor del sacerdote en el país norteamericano, en agosto de 2021.La archidiócesis de Madrid, sin embargo, en una investigación judicial emprendida en 2021, no pudo corroborar las acusaciones vertidas en medios como el diario El País al no personarse nadie a declarar en contra del mencionado presbítero ni hallarse prueba documental al respecto. 

## Discografía
- Canciones a María (PAX - 1970)[8]
- Cantos de vida y juventud (PAX - 1970)[8]
- El pequeño David (PAX - 1970)
- ¡Ven, Señor! (negros espirituales en castellano) (PAX - 1970)
- Aleluya de Navidad (PAX - 1971)
- Madre (Ediciones Paulinas - 1971)
- Liturgia y canción (PAX - 1971)[8]
- Cantos a la Virgen y rosario (PAX - 1972)
- Nostalgia de Dios (PAX - 1972)
- María siempre (PAX - 1973)
- Catequesis y canción (PAX - 1974)
- Dios con nosotros (Ediciones Paulinas - 1974)
- Jesús, nuestro amigo (Ediciones Paulinas - 1975) (Aquí se incluye el tema "El viñador")
- En medio de la noche (Ediciones Paulinas - 1977)
- Lámpara de barro (Ediciones Paulinas - 1977)
- Eres tú, María (Ediciones Paulinas - 1978)
- La fuerza del Espíritu (Ediciones Pauinas - 1980)
- El hermano Francisco (Ediciones Paulinas - 1981)
- Bendito eres, Señor (Ediciones Paulinas - 1982)
- Madre de los pobres (Ediciones Paulinas - 1983)
- La misa es una fiesta (Ediciones Paulinas - 1984)
- Dios, hombre, mundo (Ediciones Paulinas - 1985)
- Ya falta menos para Navidad (Ediciones Paulinas - 1985). Es fruto de los muchos años de trabajo pastoral con jóvenes de Gabaráin. Con una calidad y complejidad musical superior a la de la mayoría de sus trabajos, Gabaráin se deja influir por algunos de los estilos musicales que escuchaban los jóvenes en los años 80.
- Porque es grande es tu amor (Ediciones Paulinas - 1986)
- Rosa mítica (Coro Juvenil Maria Auxiliadora - 1987). Este disco nace como encargo hecho por el Comité Internacional del Año Santo Mariano para hacer accesible a todos la carta encíclica de Juan Pablo II Redemptoris Mater de 1987.
- Adestes fideles (Ediciones Paulinas - 1988). Contiene múltiples aclamaciones litúrgicas para todas las partes de la Misa.
- Cantos de entrada y comunión (Ediciones Paulinas - 1989). El disco nos presenta otro tipo de canciones litúrgicas que complementan al anterior: cantos de entrada y comunión para distintos tiempos litúrgicos (Adviento, Navidad, Cuaresma, Pascua y Pentecostés), y distintas aclamaciones para antes del Evangelio. Están basadas en su mayoría en Salmos.
- Cantando venimos (Ediciones Paulinas - 1990)
- Al atardecer de la vida (Ediciones Paulinas, 1991 - póstumo)
- No apaguéis vuestro amor (Ediciones Paulinas, 1997 - póstumo)